# Kryptonite (album)
Kryptonite je druhé studiové album britského producenta DJ Freshe. Bylo vydáno 16. srpna 2010.

## Seznam skladeb
| Pořadí         | Název                                | Délka |
| -------------- | ------------------------------------ | ----- |
| 1.             | Talkbox                              | 4:41  |
| 2.             | Lassitude (feat. Sigma a Koko)       | 3:11  |
| 3.             | Kryptonite                           | 5:11  |
| 4.             | Gold Dust (feat. Ce'cile)            | 3:11  |
| 5.             | Acid Rain                            | 5:44  |
| 6.             | Hypercaine (feat. Stamina MC & Koko) | 3:24  |
| 7.             | Starfall (feat. Valkyrie)            | 5:35  |
| 8.             | Chacruna                             | 4:39  |
| 9.             | Fight! (feat. Valkyrie)              | 4:51  |
| 10.            | Heavyweight                          | 5:07  |
| Celková délka: | Celková délka:                       | 45:34 |